# Christiana (Jamajka)
Christiana (Jamajka) – miasto na Jamajce, w regionie Manchester. Według danych szacunkowych na rok 2008 liczy 8483 mieszkańców. Drugie co do wielkości miasto regionu.